# Douze Philosophes

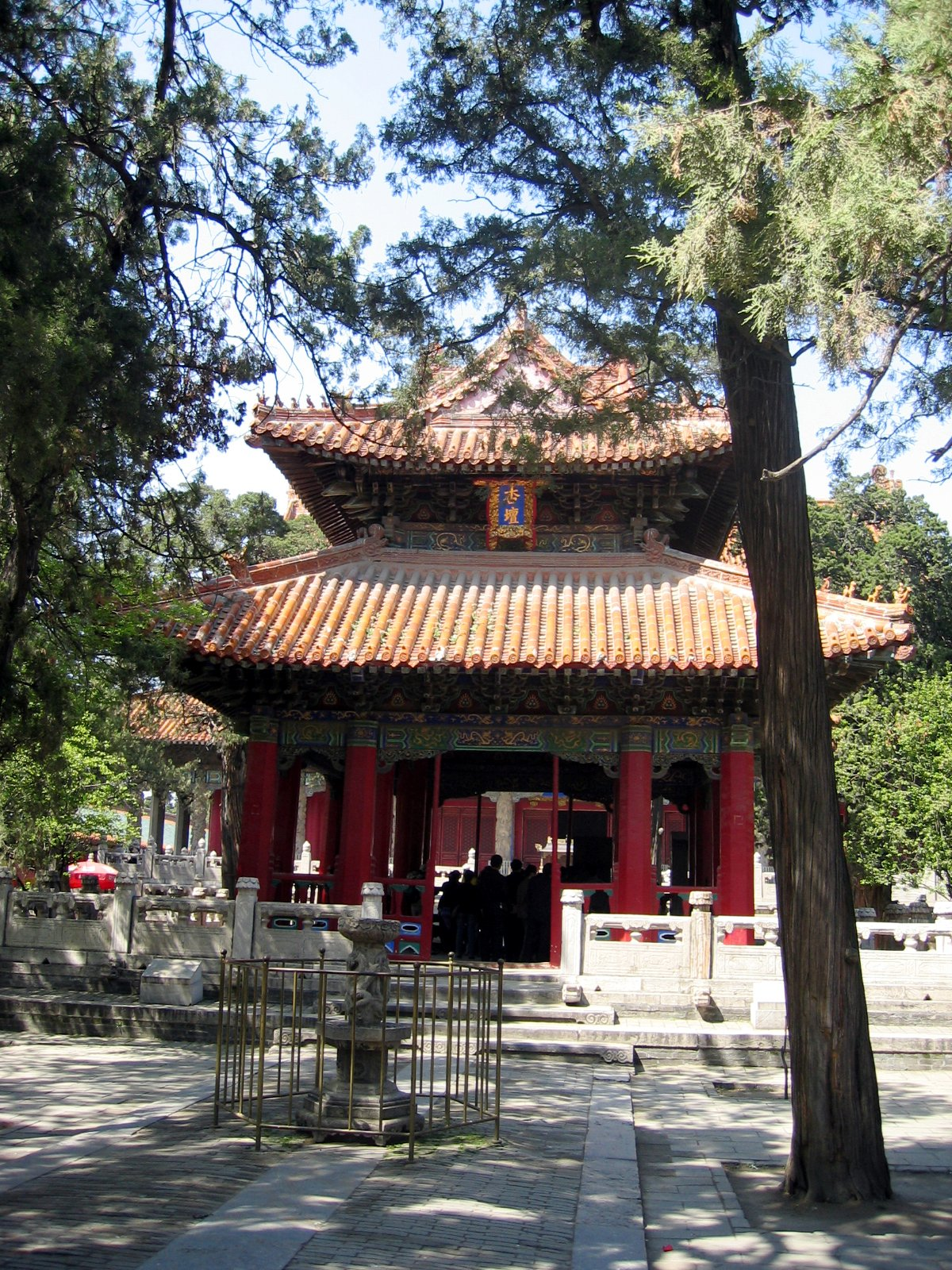
Le Temple de Confucius de Qufu, un temple confucéen où les Douze Philosophes sont honorés.

Les Douze Philosophes ou Les Sages (chinois: 十二哲, Shí'èr Zhé) sont les douze principaux philosophes chinois de la tradition confucianiste. Ils sont traditionnellement considérés comme des sortes de saints, et leurs tablettes ancestrales (shenzhupai) sont placées en apparence dans les temples confucéens : six sur le côté est et six autres sur le côté ouest de la Salle du Grand Achèvement (Dacheng Dian). 
Les Douze Philosophes sont Min Sun (Ziqian), Ran Yong (Zhonggong), Duanmu Ci (Zigong), Zhong You (Zilu), Bu Shang (Zixia), You Ruo (Ziruo), Zai Yu (Ziwo), Ran Geng (Boniu), Ran Qiu (Ran You), Yan Yan (Ziyou), Zhuansun Shi (Zizhang) – tous disciples de Confucius –, ainsi que Zhu Xi, qui fonde le néoconfucianisme sous la dynastie Song.[citation nécessaire]
Des sacrifices furent pratiqués en l'honneur des Douze Philosophes la sixième année de l'ère Kaiyuan (719 ou 720), sous le règne de l'Empereur Tang Xuanzong (dynastie Tang).

## Distinguer les Dix sages des Douze Philosophes
Les Dix sages sont tous des élèves directs de Confucius.
Les Douze Philosophes Confucéens incluent les Dix sages, mais avec en plus Zizhang et Zhuxi.